# Agens (Linguistik)
Das Agens (lateinisch agere ‚handeln‘) bezeichnet in der Linguistik die semantische Rolle desjenigen Aktanten eines Satzes, der die vom Verb ausgedrückte Handlung kontrolliert bzw. ausführt, im typischsten Fall bewusst und absichtlich. Der Gegenpol zum Agens ist das Patiens.

## Agens vs. Subjekt
Das Agens ist eine semantische Rolle, aber keine syntaktische Funktion, weshalb auch zwischen Agens und Subjekt klar unterschieden werden muss.
Beispiel:
```
„Der Professor quält den Studenten.“ (Aktiv)
„Der Student wird gequält.“ (Passiv)
```

Im ersten Beispiel ist der Professor Agens (und gleichzeitig Subjekt). Im zweiten Beispiel hingegen ist der Student zwar das Subjekt, aber nicht das Agens. Da der Student in beiden Fällen nicht aktiv handelt, sondern etwas erleidet, trägt er die semantische Rolle des Patiens.

## Grammatische Realisierung des Agens
Die Beziehung zwischen semantischen Kategorien wie Agens und grammatischen (syntaktischen) Kategorien wie Subjekt regeln die sogenannten Diathesen, also vor allem Aktiv und Passiv.

### Agens in der aktiven Diathese
Im Aktiv, dem Normalfall, steht das Agens an der Spitze der Hierarchie „subjektwürdiger“ Aktanten, d. h., wann immer ein Agens vorhanden ist, wird es als Subjekt realisiert. Bei Verben, die keine Agensrolle vergeben, wird die in der Hierarchie nächsthöhere semantische Rolle mit der Subjektposition verbunden.

### Agens in der passiven Diathese
Die Diathese des Passivs hingegen unterdrückt die Agensrolle, wodurch ebenfalls ein Nicht-Agens in die Subjektposition gelangen kann. (Die soeben gegebene Darstellung charakterisiert allerdings nur die sogenannten Akkusativsprachen, wie z. B. das Deutsche, nicht jedoch den Typ der Ergativsprachen.)
Im Deutschen und in anderen germanischen Sprachen kann das Agens in passiver Diathese nur mittels Präpositionalphrase ergänzt werden.
Beispiele:
```
Deutsch: 
Dieses Haus wird 
von einem Hund
 / 
durch einen Hund
 bewacht.

Englisch: 
This house is watched 
by a dog
.

Niederländisch: 
Dit huis wordt bewaakt 
door een hond
.
```

In einigen slawischen Sprachen wird jedoch in diesem Falle das Agens durch ein Substantiv im Kasus Instrumentalis ausgedrückt:
```
Slowakisch: 
Tento dom je strážený 
psom
.

Tschechisch: 
Tento dům je střežen 
psem
.
```

Psom und psem sind Instrumentalformen zu pes ‚Hund‘.